# Hexapathes australensis
Hexapathes australensis är en korallart som beskrevs av Opresko 2003. Hexapathes australensis ingår i släktet Hexapathes och familjen Cladopathidae. Inga underarter finns listade i Catalogue of Life.